# 세르게이 플라크
세르게이 플라크(Sergej Flach1963년~)는 여러 과학 분야에 걸쳐 연구한 이론물리학자이다. 약 240편의 논문을 발표했으며, 그의 연구는 16,000회 이상 인용되어 h-지수 58과 i10-지수 174를 기록하고 있다. 그는 미국 물리학회, 독일 물리학회, 한국물리학회, 뉴질랜드 물리학 연구소의 회원이다. 그는 Chaos(2016-)의 편집위원이며, Physical Review E(2009-2011)의 편집위원이다.
그는 기초과학연구원(IBS) 복잡계 이론물리 연구단의 단장이자 국가연구소대학교(UST)의 교수이며, 매시 대학교의 뉴질랜드 고등연구소의 명예 연구원이다.

## 학력
그는 1986년에 석사 학위(Diplom)를, 1989년과 1998년에 각각 이론물리학 박사 학위(Promotion)와 교수 하빌리타치온을 독일 드레스덴 공과대학교에서 받았다. 그의 박사 학위 논문은 구조적 상전이 근처에서 결정의 격자 동력학의 장시간 상관 관계 분석과 SrTiO3 및 BaTiO3에서 관찰된 중심 피크 현상을 설명하려는 시도에 중점을 두었다.

## 경력
박사 과정 동안 그는 1992년까지 드레스덴 공과대학교에서 연구 조교로 일했으며, 그 후 보스턴 대학교 물리학과에서 박사후 연구를 시작했다. 독립적인 박사후 연구는 독일 연구협회의 박사후 연구 장학금으로 지원받았다. 그의 담당교수는 Chuck Willis 교수였으며, 플라크는 넓은 범주의 비선형 격자 파동 시스템의 일반적인 정확한 국소화 해법인 불연속 호흡자의 관찰과 특성에 대해 연구했다. 1994년 그는 드레스덴의 막스 플랑크 복잡계 물리학 연구소에서 초청 과학자로 있었고, 1997년에는 방문 프로그램 책임자로 임명되었다. 2012년부터 2016년까지 그는 매시 대학교 앨버니 캠퍼스의 뉴질랜드 고등연구소 이론화학 및 물리학 센터의 물리학 교수로 재직했다.
그는 2014년에 한국으로 이주하여 기초과학연구원(IBS) 복잡계 이론물리 연구단의 단장이 되었다. 이 연구단의 목표는 양자 역학 및 비선형 고전 나노 구조 시스템 분야에서 유명한 연구소가 되는 것이며, 응용 및 계산 이론 응집물질물리학 광학의 경계를 연구하는 것이다. 이듬해 그는 대전의 국가연구소대학교 교수로 임명되었으며, 2017년 매시 대학교와의 인연을 명예 연구원으로 재개했다.
학술 저널 논문을 집필하는 것 외에도, 플라크는 Chaos(2016-현재)와 Physical Review E(2009-2011)의 편집위원으로 활동했다. 그는 또한 책을 공동 편집했으며, 특별 저널 호를 게스트 편집했다. 그는 책의 섹션 또는 챕터, 피직스 리포트의 세 호, 그리고 리뷰 오브 모던 피직스의 한 호를 집필했다.

## 알려진 업적
- 불연속 호흡자: 격자에서 상호작용하는 고전 및 양자 파동의 국소화에 대한 이론적 및 실험적 관찰에 기여[18]
- 해밀토니안 래칫: 시공간에서 구동 시스템의 대칭성 유도 및 제어된 방식의 파괴를 통해 수송을 얻는 방법[19]
- Q-호흡자: 주기적 궤도 이론을 사용한 통계 물리학의 페르미-파스타-울람 역설 설명에 기여[20][21]
- 나노 규모 구조에서의 파노 공명: 다양한 나노 규모 장치, 특히 광자 및 플라즈몬 장치에서 파노 공명의 설명 및 관찰에 기여[22]
- 고전 상호작용 파동에 대한 앤더슨 국소화의 보편적 파괴: 비선형 무질서 파동의 보편적 동역학 설명에 대한 계산 및 분석 기여[23]
- 플랫밴드 네트워크: 압축된 국소화 상태 기반 분류 도입[24]

## 수상
- 2002년: 원자 및 분자 결정에서 국소화 모드와 조셉슨 접합의 결합 배열에 적용된 불연속 호흡자 이론에 대한 기여로 스테파노스 프네브마티코스 비선형 과학 상 수상[25]
- 1991년: 알렉산더 폰 훔볼트 재단 특별 연구원, TU 뮌헨
- 1989년: 고온 초전도체의 비조화 모델 연구로 합동원자핵연구소상, V. L. 악세노프, 니콜라이 보골류보프, S. L. 드렉슬러 및 N. M. 플라키다와 공동 수상